# Koji Hirose
Koji Hirose (født 13. marts 1984) er en japansk fodboldspiller, som spiller for den japanske fodboldklub Tochigi SC.